# Pilares do Lena
Os Pilares do Lena (em iacuta:  Өлүөнэ турууктара; em russo: Ле́нские столбы́) são uma formação rochosa natural nas margens do rio Lena, na República da Iacútia, Sibéria Oriental, Rússia. Os pilares tem entre 150 e 300 metros de altura e foram formados durante o Período Cambriano.
O local é acessível a menos de um dia de barco a partir da cidade de Yakutsk.

## UNESCO
O Parque Natural dos Pilares do Lena, onde encontram-se os pilares, foi incluído na lista de patrimônio Mundial da UNESCO tanto pela presença e beleza dos próprios pilares quanto por ser possível serem encontrados muitos fósseis do Período Cambriano